# Code de procédure civile (Maroc)
Lire en ligne

Version consolidée sur le site Adala Maroc

Au Maroc, le Code de procédure civile est le texte législatif qui édicte l'ensemble des règles relatives à l'organisation d'une action en justice devant une juridiction civile.

## Table générale des matières
Le CPC est composé de 10 titres:
- Titre Premier (Articles 1 à 10) 
  - Chapitre I : Dispositions préliminaires (1 à 5)
  - chapitre Il : Du rôle du ministère public devant les juridictions civiles (6 à 10)
- Titre II :De la compétence des juridictions (11 à 30)
  - Chapitre I : Dispositions générales (11 à 17)
  - Chapitre II : De la compétence en raison de la matière (18 à 26)
  - Chapitre III : De la compétence territoriale .27 à 30
- Titre III :De la procédure devant les tribunaux de première instance (31 à 147)
  - Chapitre I : De l'introduction des instances (31 à 41)
  - Chapitre II : Des audiences et des jugements (42 à 54)
  - Chapitre III : Des mesures d'instruction (55 à 102)
  - Chapitre IV : Des incidents, de l'intervention, des reprises d'instance et des désistements (103 à 123)
  - Chapitre V : Des dépens (124 à 129)
  - Chapitre VI : De l'opposition (130 à 133)
  - Chapitre VII : De l'appel (134 à 146)
  - Chapitre VIII : De l'exécution provisoire (147)
- Titre IV: Des procédures en cas d'urgence procédure d'injonction de payer (148 à 165)
  - Chapitre I : Des ordonnances sur requête et des constats (148)
  - Chapitre II : Des référés (149 à 154)
  - Chapitre III : De la procédure d'injonction de payer (155 à 165)
- Titre V: Des procédures spéciales (166 à 32)7
  - Chapitre I : Des actions possessoires 166 à 170
  - Chapitre II : Des offres de paiement et de la consignation 171 à 178
  - Chapitre III : Des procédures en matière de statut personnel 179 à 268
  - Chapitre IV : De la procédure en matière sociale 269 à 294
  - Chapitre V : Des récusations 295 à 299
  - Chapitre VI : Des règlements de juges 300 à 302
  - Chapitre VII : De la tierce opposition 303 à 305
  - Chapitre VIII : De l'arbitrage 306 à 327
- Titre VI :De la procédure devant la cour d'appel 3(28 à 352)
  - Chapitre I : De l'instruction des procédures 328 à 336
  - Chapitre II : Des arrêts de la cour 337 à 349
  - Chapitre III : De la reprise d'instance et du désistement 350
  - Chapitre IV : Des dépens 351
  - Chapitre V : De l'opposition 352
- Titre VII De la cour suprême (353 à 401)
  - Chapitre I : De la compétence 353
  - Chapitre II : De la procédure 354 à 385
  - Chapitre III : De quelques procédures spéciales 386 à 401
- Titre VIII :De la rétractation (402 à 410)
- Titre IX: Des voies d'exécution (411 à 510)
  - Chapitre I : Des dépôts et réception de caution ou de cautionnement 411 à 418
  - Chapitre II : Des redditions de comptes 419 à 427
  - Chapitre III : Des règles générales sur l'exécution forcée des jugements 428 à 451
  - Chapitre IV : Des saisies mobilières et immobilières 452 à 487
  - Chapitre V : Des saisies-arrêts 488 à 496
  - Chapitre VI : De la saisie-gagerie 497 à 499
  - Chapitre VII : De la saisie-revendication 500 à 503
  - Chapitre VIII : Des distributions de deniers 504 à 510
- Titre X: De quelques Dispositions générales 511 à 528